# Nesszosz

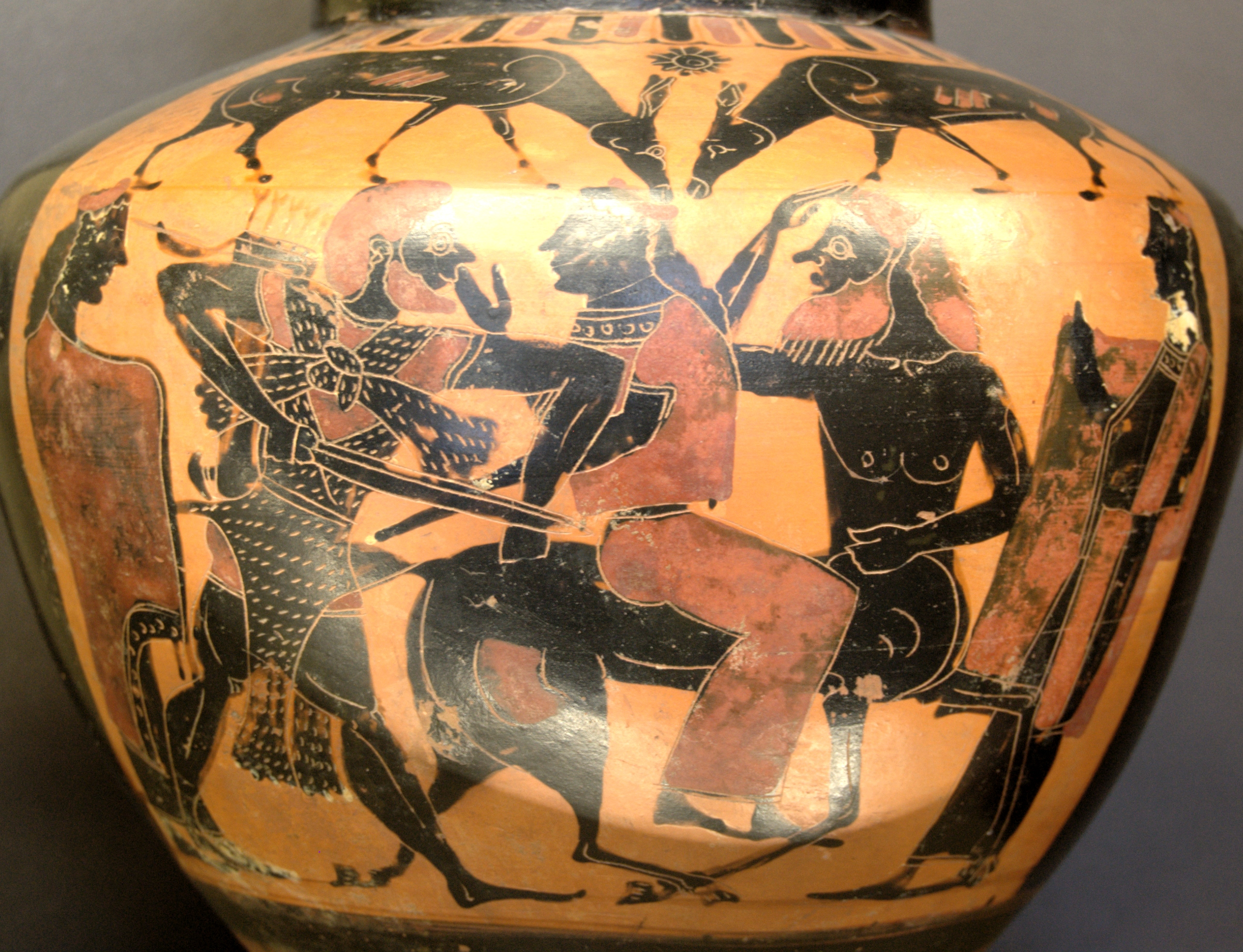
Feketealakos edény Kr. e. 575-550

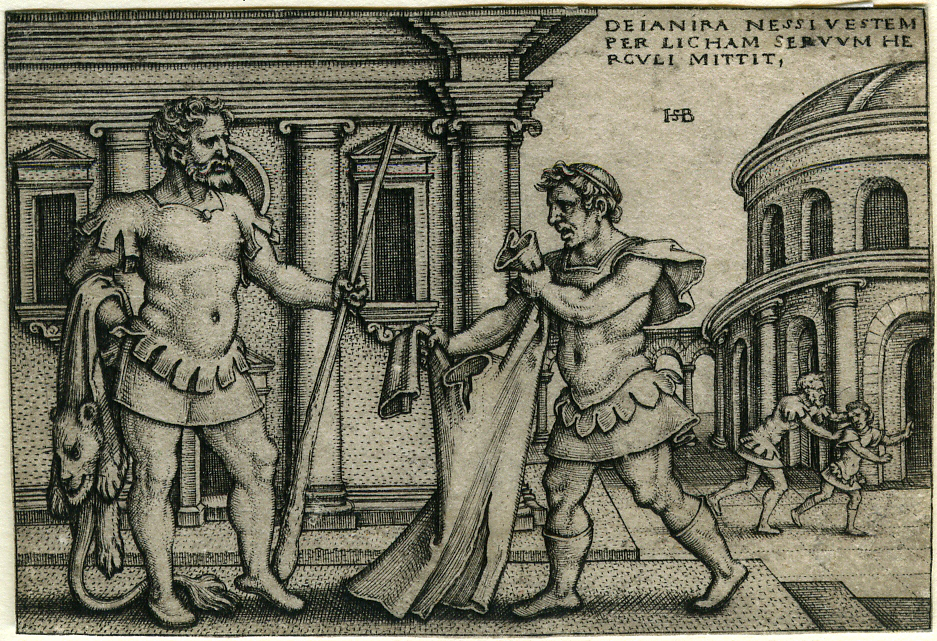
Beham, (Hans) Sebald ábrázolása (1542-1548)

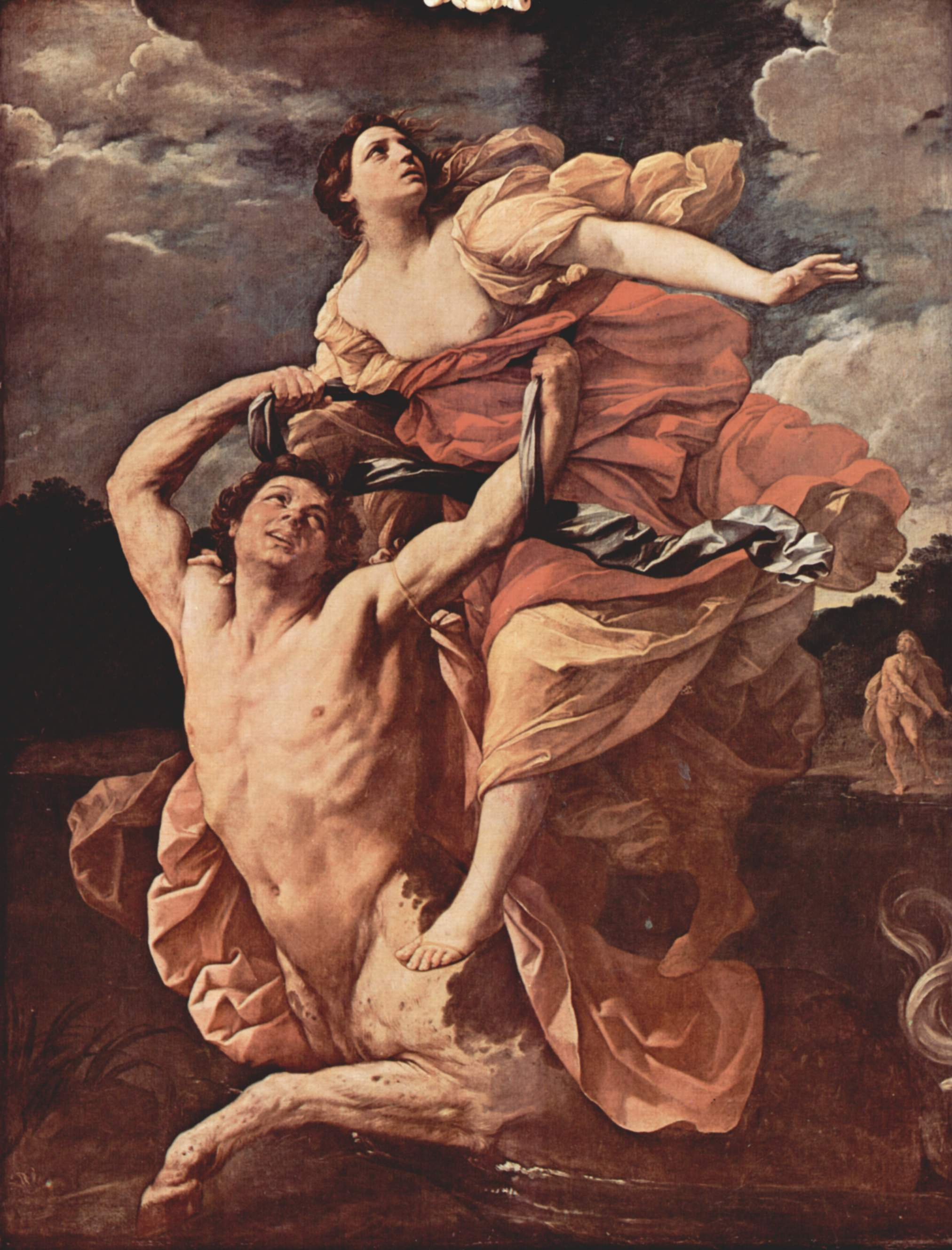
Guido Reni: Deianeira elrablása, 1620-21, Louvre

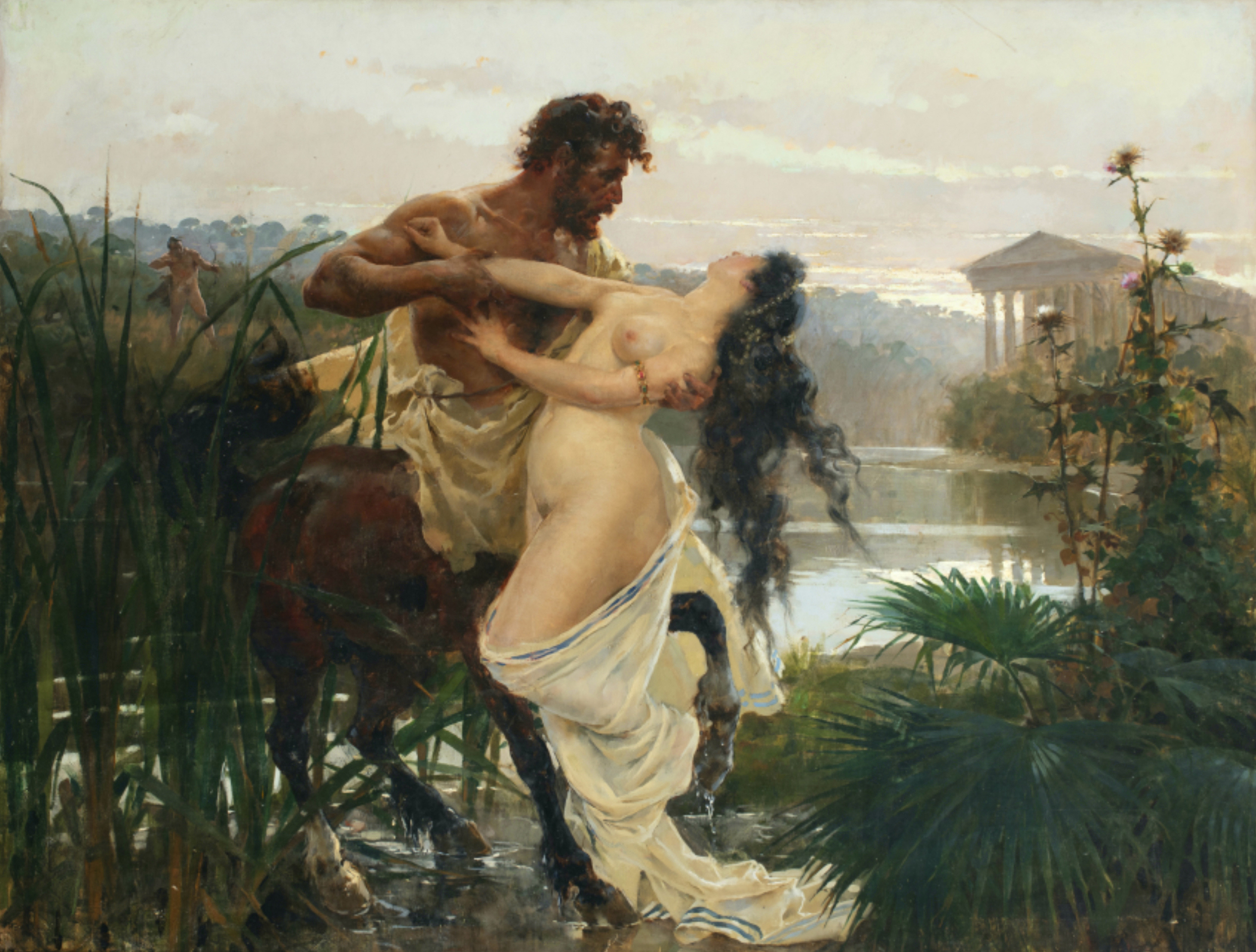
Enrique Simonet Nesszosz és Déianeira olajképe 1888-ből

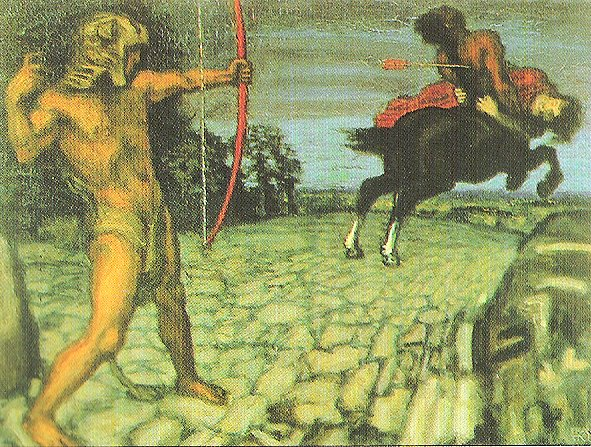
Franz von Stuck olajképe 1899-ből

Nesszosz (Νέσσος, latinul: Nessus) Ixion és Nephelé, a Felhő fia, a görög mitológia híres kentaur alakja, akit Héraklész ölt meg, amiért az Euénosz folyó révészeként elrabolta feleségét. Nesszosz mérgező vére viszont Héraklész halálát okozta később.
Nesszosz a kentauroknak Héraklésszal történt összecsapása után elmenekült Phóloéból, és az Euénosz folyónál révészkedett. Azután került erre sor, hogy  hiába támasztott záporesőt a kentaurok felhőnagyanyja, Nephelé, Héraklész az esővíztől használhatatlan íj nélkül is képes volt szétkergetni a borszagtól megvadult támadóit. 

Így történt, hogy mikor Héraklész feleségével, Déianeirával Trakhiszba tartva az Euénosz folyóhoz érkezett, Nesszosz kentaurt találta ott révészként. 
Nesszosz az istenek meghatalmazott révészének adta ki magát. Fizetségért vállalta, hogy Déianeirát átviszi hátán a túlpartra, elegendő, ha Héraklész maga úszik át. Héraklész kifizette a kért bért, átdobta íját és buzogányát a túlpartra, és beleugrott a vízbe. Erre Nesszosz felkapta az asszonyt, elrohant vele az ellenkező irányba, majd félmérföldes távolságban a földre dobva őt, meg akarta erőszakolni. Déianeira segítségkiáltására Héraklész a túlpartról célozva lőtte át nyilával Nesszosz mellét.

A haldokló Nesszosz Déianeirának egy varázskeveréket ajánlott, amivel Heraklész ingét bekenve, annak hűségét biztosíthatja magának. Összetevői: Nesszosz földre lövellt ondója, a sebéből kiömlött vér, és olivaolaj. Déianeira hallgatott rá, és sietve korsóba gyűjtötte, majd lepecsételte a hozzávalókat, Héraklész előtt pedig mindezt elhallgatta.
A varázsreceptnek más változatai is ismertek:
- A kentaur egy a saját vérével átitatott fonalat adott Déianeirának azzal, hogy azt szője bele Héraklész ingébe.
- Az egész vérfoltos ingét ajánlotta fel erre a célra, majd elmenekült egy közeli lokriszi törzshöz, és csak ott halt bele a sebébe. Temetetlen holtteste olyan mérges bűzt árasztott, hogy erről lokrisz lakóit ozolisziaknak, azaz büdöseknek nevezték el. A forrás, aminek partján meghalt, szintén bűzös maradt és teli van alvadt vérrel. [G 4]

Déianeira Héraklész számos szeretőjét tűrte el amíg, már idősebben, rászánta magát a varázsszerre. Ezúttal ugyanis Héraklész azt kívánta volna tőle, hogy egy fedél alatt éljen az új asszonnyal. Csak amikor már elküldte Héraklésznek a ládába zárt mérgezett inget, akkor döbbent rá, hogy nem szerelmi varázs lesz az ing hatása. Az udvar kövére kivetett maradék gyapjú ugyanis a napmelegen égni kezdett, és az udvar kőlapjai közül is bugyborékoló vörös tajték tört elő.

Az oltár tűzénél áldozó Héraklész húsát emészteni kezdte a méreggel átitatott ing. Héraklészt gyilkos őrjöngésbe kergette a kín, fákat tépett ki, vétlen embereket ölt. Déianeira önkezével vetett véget életének. Héraklész a folyóba is hiába vetette bele magát, kínjaitól csak a legmagasabb hegycsúcson, tölgyfából és vadolajfatörzsekből rakott máglya váltotta meg, amin mintegy megágyazott magának. A Zeusz villámaitól lángra lobbant máglya elégette Héraklész halandó felét, apjától, Zeusztól örökölt halhatatlan fele pedig az istenek kapusaként folytatta életét az Olümposzon.